# Ganon
Ganon war eine 2001 gegründete Post-Metal-Band aus Michigan.

## Geschichte
Der Name Ganon basiert auf dem gleichnamigen Antagonist der Computerspielreihe The Legend of Zelda.
Laut eigener Biografie wurde die Band als eine „schlechte Imitation von Burning Witch und EyeHateGod“ gegründet. Bis zu den ersten Aufnahmen entwickelte sich nicht nur der Stil der Band hin zum Post-Metal, sondern wechselten auch diverse Gitarristen. Nach der Aufnahme des Debüts In the Dead of Sleep verließ Gitarrist Matt die Band und wurde nicht ersetzt, die verbleibende Konstellation hatte durchgehend Bestand. In the Dead of Sleep erschien am 25. Februar 2006, das zweite Album As Above so Below erschien am 31. Dezember 2008. Zwei Jahre später begann die Band offiziell mit den Aufnahmen eines neuen Albums, konnte diese jedoch aufgrund von beruflichen und privaten Verpflichtungen nicht abschließen. Hinzukommend wurde die Verlagstätigkeit des bisherigen Labels Acerbic Noise Development im September 2009 weitestgehend eingestellt. Die Firma verkauft seither die bestehenden Bestände ohne Auflagen neuer Veröffentlichungen. Im Dezember 2013 gründete der Ganon-Sänger Kenny McNabb ein eigenes Label unter dem Titel Corpse Flower Records. Die Band blieb zeitweise aktiv und gab über Soziale Medien Konzertdaten und Studioaktivitäten bekannt, stellte in der zweiten Hälfte der 2010er Jahre ihre Tätigkeit ohne Verlautbarung ein.
Ganon spielten unter anderem mit Pentagram, Intronaut, Mouth of the Architect und Triptykon. Nach einem Auftritt im Majestic Theater in New York mit Triptykon, Yakuza und 1349 kaufte Thomas Gabriel Fischer 2010 der Band ein Exemplar von As Above so Below ab und erwähnte die Band im Oktober des gleichen Jahres in einem Interview als eine jener Bands die ihn aktuell beschäftigen würden.

## Stil
Ganon spielen songorientierten Post-Metal, welchen die Band gelegentlich als „Nerd Sludge“ bezeichnet. Im Internetmagazin Deadtide.com wird das Debüt der Band mit den Alben Oceanic und Panopticon von Isis verglichen und Ganon als „zweitklassige Version von Isis“ bezeichnet. Thom Jurek hebt hingegen das Bassspiel als besonders eigenständig und bemerkenswert hervor; „Clark Eagling klingt wie ein echter Bassist, nicht wie jemand der lediglich dem Schlagzeuger Zeit verschaffe um Lücken zu füllen.“
Als weitere Stärke der Band bezeichnet er die ausgeprägte Songorientierung, welche sich von anderen Vertretern des Genres absetzt. Im Internetmagazin MetalStorm.net wird In the Dead of Sleep zu einem der besten Alben des Jahres 2006 erklärt und das Songwriting als besonders innovativ und gelungen bezeichnet. Die merklich durch populäre Vertreter des Post-Metal beeinflusste Musik der Band habe genug „eigenständige und progressive Elemente in ihrer Mischung um ein echtes Original zu werden“.

## Diskografie
- 2006: In the Dead of Sleep (Album, Acerbic Noise Development)
- 2008: As Above so Below (Album, Acerbic Noise Development)